# Giorgio Amelio Roccamonte
Giorgio Amelio Roccamonte (Buenos Aires, 3 agosto 1927 – Roma, 5 luglio 1980) è stato uno scultore italiano.

## Biografia
Conosciuto negli ambienti artistici italiani come lo scultore dei robot, ha frequentato, in Argentina, lo studio della scultrice Maria Cristina Molina Salas, dove nel 1943 conobbe Lucio Fontana, divenendone successivamente allievo, mediante l’assegnazione di una borsa di studio presso l’Accademia Altamira (fondata dallo stesso Fontana insieme a Gonzalo Losada, Jorge Romero Brest e Jorge Larco).

Nel 1946 lo scultore diciannovenne, firmò il Manifesto Blanco del suo maestro (insieme ad altri artisti come Bernardo Arias, Horacia Cazeneuve, Marcos Fridman, Pablo Arias, Rodolfo Burgos, E. Benito, César Bernal, Luis Coll, A. Hansen) e l'atto di nascita del Movimento Spazialista.
 
Giunto in Italia, entrò nell’Accademia di Brera, che frequentò dal 1948 al 1950, ove fu allievo di Marino Marini allora titolare della cattedra di scultura. Giunto a Roma, nel 1951 vi tenne la sua prima personale nella Galleria dello Zodiaco.

Fu docente presso il Primo Liceo Artistico di via Ripetta negli anni sessanta-settanta del Novecento.

Roccamonte è noto, soprattutto, per le sue sculture robot; successivamente si dedicò alle sculture a forma di lettere. Il “chiosco scultura”, opera in cemento armato di sua realizzazione, contribuisce ad arredare gli spazi di Parco Sempione a Milano assieme ad altre sette opere architettoniche e installazioni di arte pubblica fornite tutte dalla Triennale di Milano.
In suo onore è stato intitolato il premio artistico Letterario "Amelio Roccamonte" - città di Polla (Sa).